# Röd flugsvamp
Röd flugsvamp (Amanita muscaria) är en vanligt förekommande svamp. Hatten är röd med vita prickar. Liksom många flugsvampar är den röda flugsvampen giftig och skall därför inte användas som matsvamp.

## Användning
Traditionella användningsområden är som insektsgift och som drog. Sibiriska schamaner använde svampen i ritualer vars syfte var att etablera kontakt med andevärlden. Linné beskrev hur sönderstött röd flugsvamp kunde användas för att fördriva vägglöss.
En spridd uppfattning är att vikingar använde röd flugsvamp för att framkalla tillräckligt mycket vrede för att kunna gå bärsärkagång. Det finns dock inga historiska bevis för detta, utan uppfattningen bygger på en hypotes av en enskild 1700-talsforskare, Samuel Ödmann.

## Giftighet
Den röda flugsvampen innehåller bland annat de cellskadande gifterna ibotensyra, muskazon och muscimol. Typiska förgiftningssymtom är bland annat illamående, kräkningar, förvirring, yrsel, synrubbningar och hallucinationer. Svampen är inte lika giftig som lömsk eller vit flugsvamp – ända in på 1950-talet beskrevs den i en del svampböcker som god efter förvällning och avdragning av hatthuden.
Förgiftningar är mycket ovanliga i Sverige och sker vanligen då någon använt svampen som berusningsmedel och överdoserat. Vid låga doser får man enbart svaga hallucinationer. Enstaka fall gäller barn som lockats av utseendet eller personer som förväxlat den med den bland annat i södra Europa växande matsvampen kejsarflugsvamp.
Röd flugsvamp har egenheten att ur normal mark ta upp betydande mängder vanadin (upp till några hundra mg/kg torrvikt), som i svampen binds i anjonkomplexet amavadin.

## Galleri

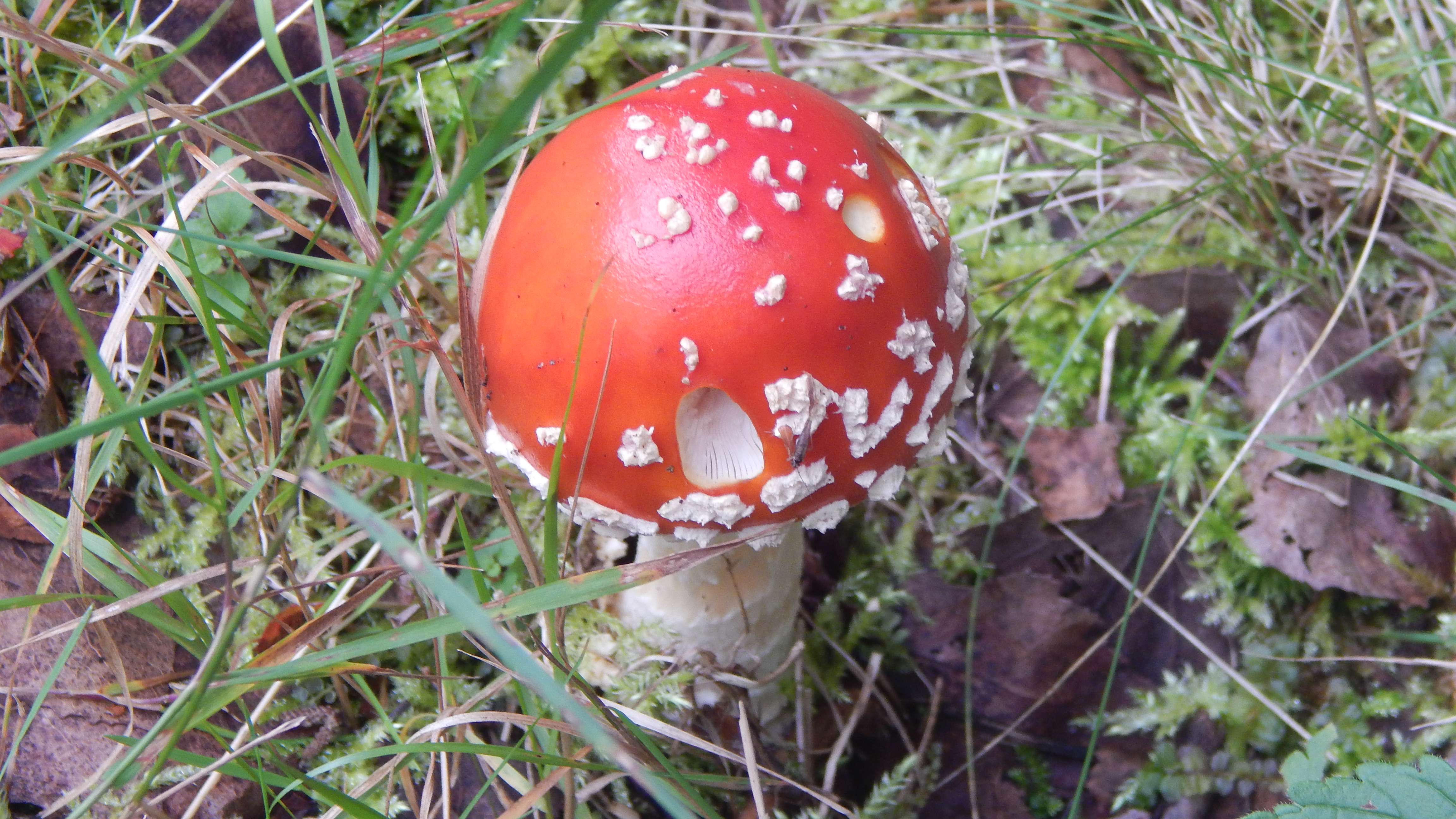
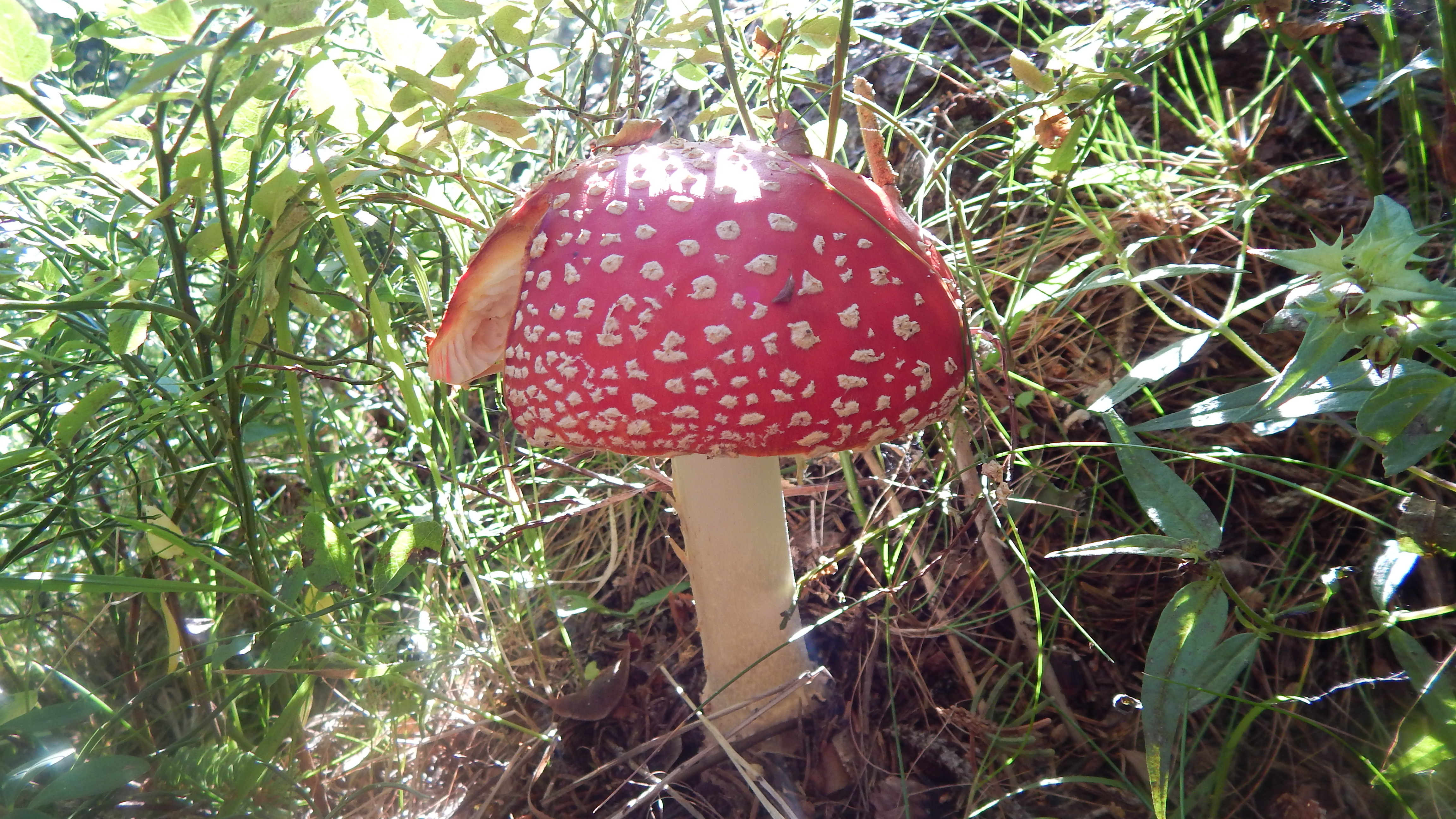
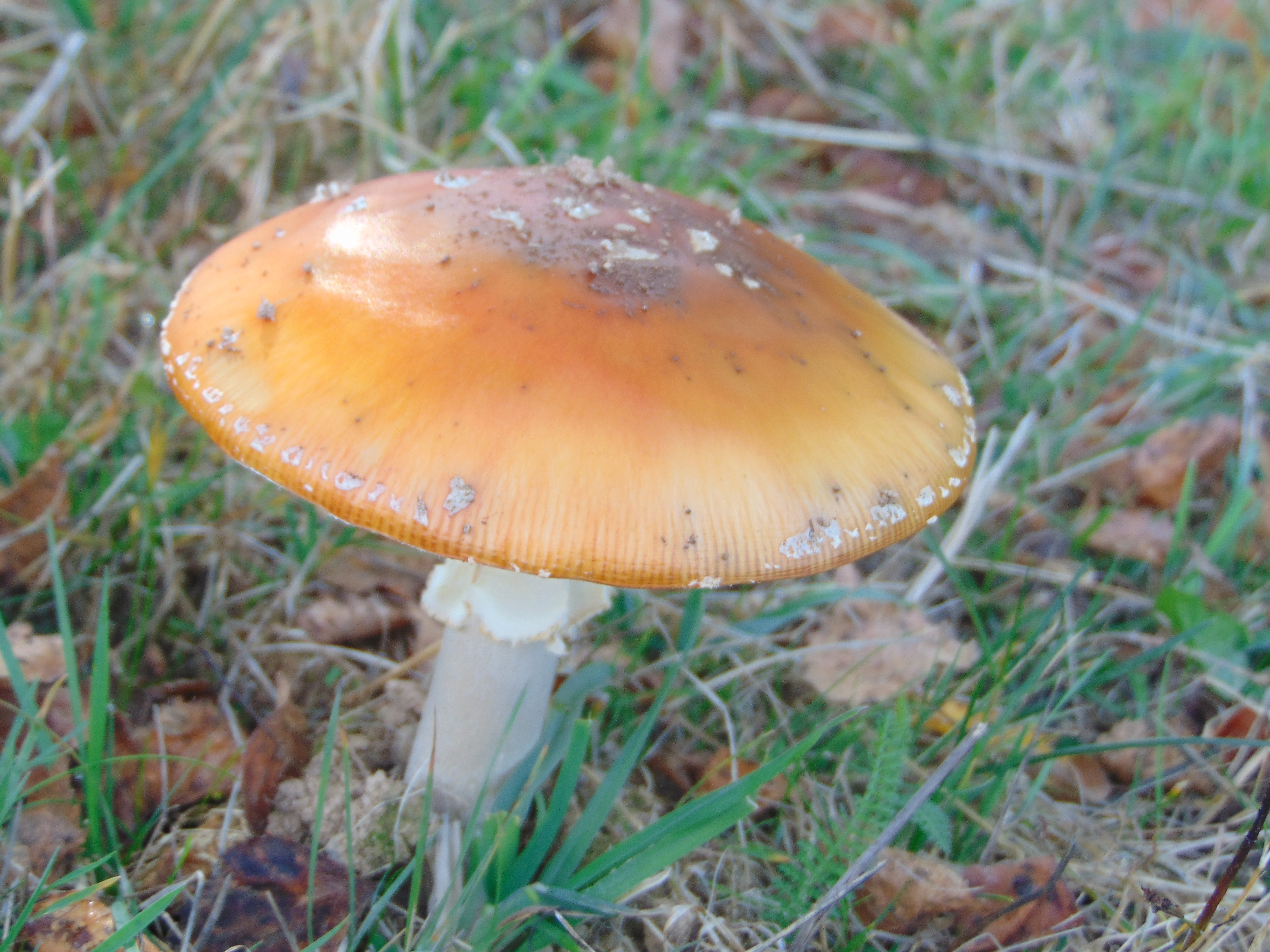
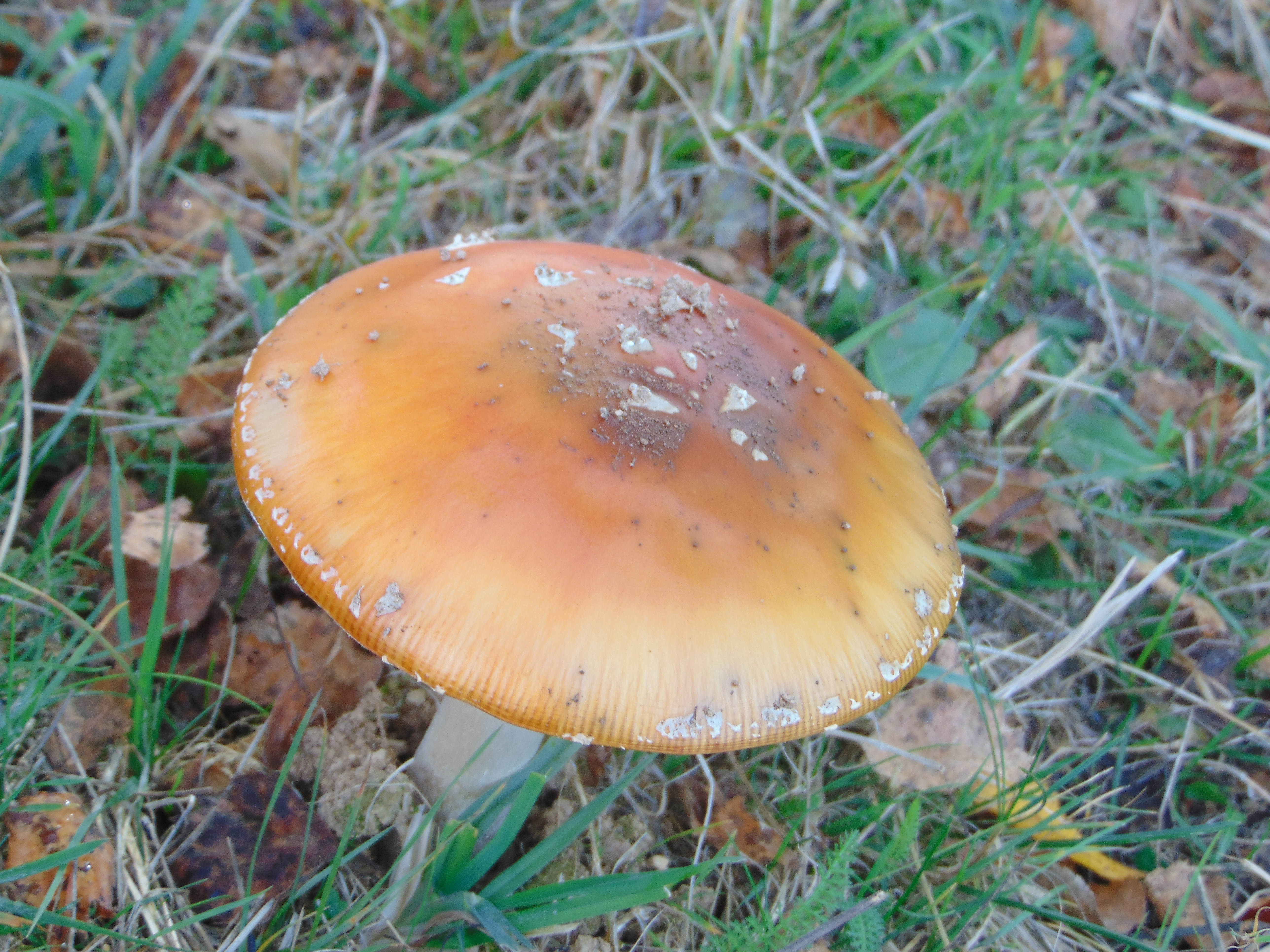